# Clean Harbors
Clean Harbors ist ein US-amerikanischer Umwelt- und Entsorgungsdienstleister mit Sitz in Norwell, Massachusetts. Das Unternehmen ist hauptsächlich in den USA und in Kanada aktiv und bietet verschiedene Dienstleistungen an, die sich auf die Entsorgung und Aufbereitung von gefährlichen Abfällen und Dekontaminationen konzentrieren. Auftraggeber sind Unternehmen der allgemeinen Industrie, metallerzeugende und -verarbeitende Betriebe, Unternehmen der pharmazeutischen und chemischen Industrie, sowie Raffineriebetreiber und öffentliche Kunden. Service Chemical LLC, eine Tochtergesellschaft Clean Harbors, ist in der Chemiedistribution tätig und vertreibt Reinigungs- und Lösemittel unterschiedlicher Hersteller.
Clean Harbors wurde 1980 von Alan S. McKim gegründet und begann als Viermannbetrieb für die Reinigung von Tanks. Durch die Übernahme von unterschiedlichen Unternehmen auf dem Gebiet der Umweltdienstleistungen wuchs Clean Harbors über Jahrzehnte hinweg zusammen mit seinem Dienstleistungsportfolio. Im Jahr 2012 übernahm Clean Harbors Safety-Kleen, ein Altöl-Aufbereiter mit rund 4200 Mitarbeitern zum Zeitpunkt der Übernahme. 2018 erfolgte die Akquisition des US-amerikanischen Industriereinigungsgeschäfts von Veolia.